# Stanisław Kędziora (duchowny)

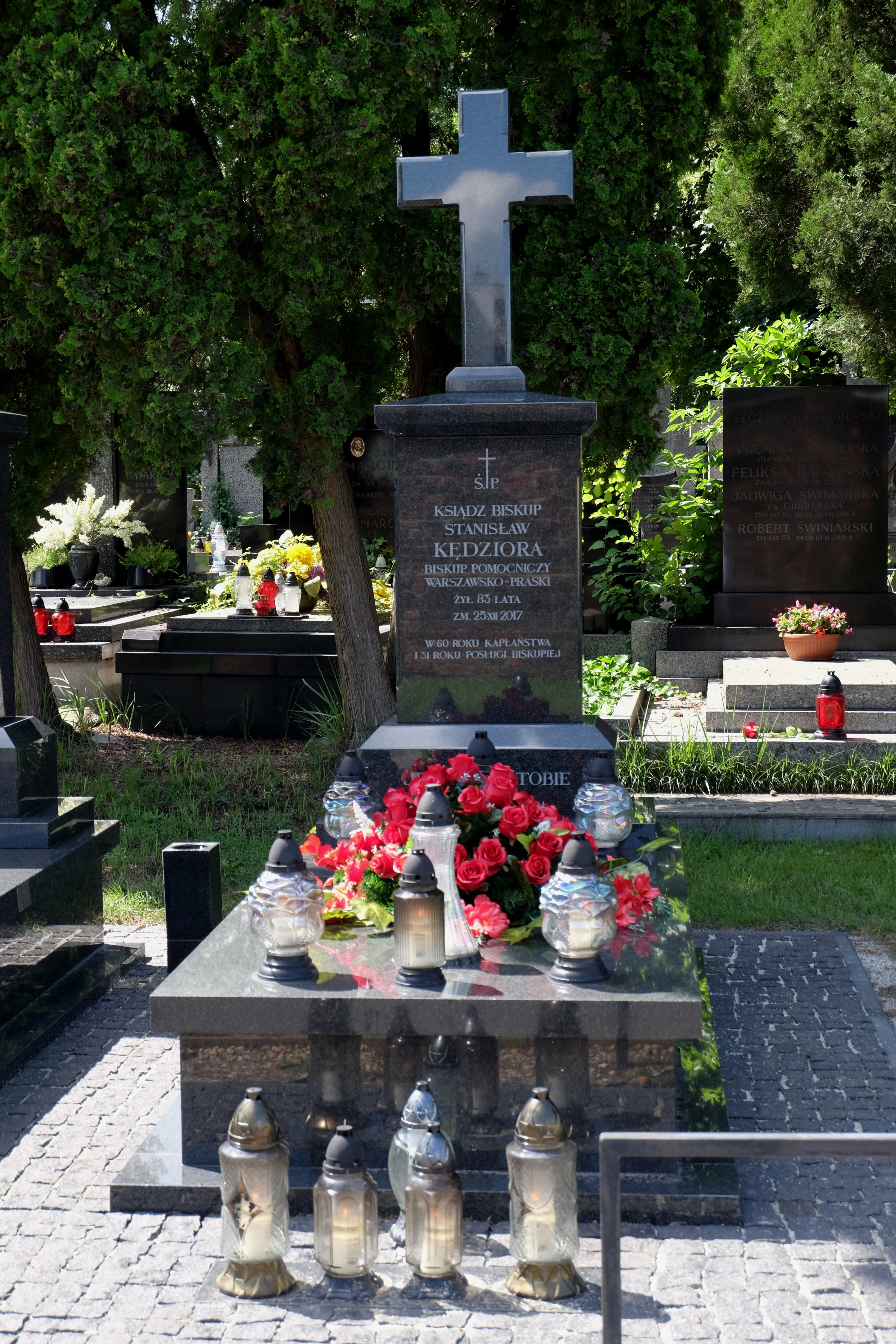
Grób biskupa Stanisława Kędziory na cmentarzu Bródnowskim w Warszawie

Stanisław Kędziora (ur. 6 grudnia 1934 w Seligowie, zm. 25 grudnia 2017 w Warszawie) – polski duchowny rzymskokatolicki, doktor nauk teologicznych, biskup pomocniczy warszawski w latach 1987–1992, biskup pomocniczy warszawsko-praski w latach 1992–2011, od 2011 biskup pomocniczy senior diecezji warszawsko-praskiej.

## Życiorys
Urodził się 6 grudnia 1934 w Seligowie w rodzinie Antoniego i Tekli z domu Błędowskiej. W latach 1948–1952 kształcił się w Liceum Ogólnokształcącym w Łowiczu. Po złożeniu egzaminu dojrzałości przez rok był pracownikiem urzędu gminy. W latach 1953–1958 odbył studia filozoficzno-teologiczne w Wyższym Metropolitalnym Seminarium Duchownym w Warszawie. Święcenia subdiakonatu otrzymał 29 czerwca 1957 przez posługę biskupa pomocniczego warszawskiego Zygmunta Choromańskiego. Na diakona wyświęcił go 11 sierpnia 1957 kardynał Stefan Wyszyński, który 3 sierpnia 1958 w archikatedrze św. Jana Chrzciciela w Warszawie udzielił mu również święceń prezbiteratu. Inkardynowany został do archidiecezji warszawskiej. Od 1961 do 1964 kontynuował studia w zakresie teologii dogmatycznej na Wydziale Teologicznym Katolickiego Uniwersytetu Lubelskiego, które ukończył z magisterium-licencjatem. Tamże w 1971 uzyskał doktorat na podstawie dysertacji Nauka św. Bernarda z Clairvaux o mistycznym poznaniu Boga.
W latach 1958–1961 i 1964–1965 pracował jako wikariusz i katecheta w parafii św. Floriana w Brwinowie. Od 1982 do 1987 był proboszczem parafii Wszystkich Świętych w Warszawie, a od 1986 do 1987 dziekanem dekanatu Warszawa-Śródmieście. W 1985 został członkiem rady kapłańskiej i kolegium konsultorów. W 1976 otrzymał przywilej noszenia rokiety i mantoletu.
Od 1965 do 1987 był wykładowcą teologii dogmatycznej w Wyższym Metropolitalnym Seminarium Duchownym w Warszawie. W latach 1965–1971 pełnił w seminarium funkcję prefekta, zaś w latach 1971–1982 sprawował urząd wicerektora.
11 marca 1987 został mianowany biskupem pomocniczym archidiecezji warszawskiej ze stolicą tytularną Tucci. Święcenia biskupie otrzymał 25 marca 1987 w kolegiacie Wniebowzięcia Najświętszej Maryi Panny i św. Mikołaja w Łowiczu. Udzielił mu ich kardynał Józef Glemp, prymas Polski, któremu asystowali biskupi pomocniczy warszawscy: Władysław Miziołek i Kazimierz Romaniuk. Jako dewizę biskupią przyjął słowa „Secundum Verbum Tuum” (Według Słowa Twego). 12 maja 1987 został ustanowiony wikariuszem generalnym archidiecezji. W kurii metropolitalnej był przewodniczącym Wydziału Nauki Katolickiej. Należał do rady kapłańskiej, kolegium konsultorów i rady ds. ekonomicznych archidiecezji.
25 marca 1992 został przeniesiony na urząd biskupa pomocniczego nowo utworzonej diecezji warszawsko-praskiej. Został mianowany wikariuszem generalnym diecezji. W kurii biskupiej objął funkcje przewodniczącego Wydziału Administracji Ogólnej i Wydziału Nauki Katolickiej. Został zastępcą przewodniczącego rady kapłańskiej i członkiem kolegium konsultorów diecezji. W 2008, w związku z przeniesieniem dotychczasowego biskupa diecezjalnego Sławoja Leszka Głódzia do archidiecezji gdańskiej, sprawował urząd administratora diecezji. W 1992 został ustanowiony prałatem kapituły katedralnej warszawsko-praskiej. 5 stycznia 2011 papież Benedykt XVI przyjął jego rezygnację z obowiązków biskupa pomocniczego diecezji warszawsko-praskiej.
W ramach Episkopatu Polski wszedł w skład Komisji ds. Duchowieństwa, Komisji ds. Duszpasterstwa Akademickiego, Komisji ds. Instytutów Życia Konsekrowanego i Stowarzyszeń Życia Apostolskiego oraz Komisji ds. Wychowania Katolickiego.
Zmarł 25 grudnia 2017 w Warszawie. 29 grudnia 2017 został pochowany na cmentarzu Bródnowskim w Warszawie.

## Odznaczenia
W 2008 prezydent RP Lech Kaczyński nadał mu Krzyż Oficerski Orderu Odrodzenia Polski.
W 2012 został wyróżniony Medalem Pamiątkowym „Pro Masovia”.